# André Delvaux
André, Baron Delvaux (franceză: [dɛlvo]; n. 21 martie 1926, Heverlee⁠(d), Leuven, Province of Brabant⁠(d), Belgia – d. 4 octombrie 2002, Valencia, Comunitatea Valenciană, Spania) a fost un regizor de film belgian, considerat ca fiind creatorul școlii naționale de film din Belgia.

## Premii, recunoaștere
A câștigat Premiul Louis Delluc în 1971 pentru filmul Rendez-vous à Bray. A primit de două ori premiul André Cavens pentru cel mai bun film, în 1979 pentru Femeia între câine și lup și în 1988 pentru Abisul.
A fost recompensat postum cu premiul onorific Magritte la prima gală a premiilor, ce a avut loc în februarie 2011, numele său fiind onorat de numele instituției care acordă Premiile Magritte, Académie André Delvaux.

## Filmografie selectivă
- 1965 Omul cu capul ras, (titlul original: în neerlandeză De man die zijn haar kort liet knippen, în franceză L'Homme au crâne rasé), după scrierea lui Johan Daisne
- 1968 Într-o seară, un tren... (Un soir un train) cu Yves Montand, Anouk Aimée, François Beukelaers), după cartea lui Johan Daisne De trein der traagheid
- 1971 Întâlnire la Bray (Rendez-vous à Bray), după romanul Le Roi Cophétua al lui Julien Gracq
- 1973 Frumoasa (Belle)
- 1979 Femeia între câine și lup (Een vrouw tussen hond en wolf / Femme entre chien et loup)
- 1983 Benvenuta (Benvenuta) cu Vittorio Gassman, Fanny Ardant, Françoise Fabian și Mathieu Carrière, după Confesiunea anonimă (La Confession anonyme) de Suzanne Lilar
- 1988 Piatra filozofală (L'Œuvre au noir), după cartea lui Marguerite Yourcenar; a fost selectat la Festivalul de la Cannes din 1988.